# Nicolae-Vlad Popa
Nicolae-Vlad Popa (ur. 20 stycznia 1950 w Sybinie) – rumuński prawnik i polityk, senator, w latach 2007–2009 poseł do Parlamentu Europejskiego.

## Życiorys
W 1973 ukończył studia na Wydziale Prawa Uniwersytetu Aleksandra Jana Cuzy w Jassach. W tym samym roku rozpoczął praktykę w zawodzie prawnika, od 1989 do 1995 pełnił funkcję dyrektora biura prawnego w Braszowie.
W 2000 i 2004 był wybierany do Senatu, od 2002 do 2004 pełnił funkcję przewodniczącego klubu senatorów Partii Narodowo-Liberalnej. W latach 2005–2006 był obserwatorem w Europarlamencie.
W grudniu 2007 objął mandat eurodeputowanego uzyskany w wyborach powszechnych z ramienia Partii Liberalno-Demokratycznej, powstałej w wyniku rozłamu w PNL. Wkrótce wraz ze swoim ugrupowaniem przystąpił do Partii Demokratyczno-Liberalnej (został wiceprzewodniczącym jej struktur w Braszowie).
W PE był członkiem grupy chadeckiej oraz Komisji Petycji, kadencję zakończył w lipcu 2009. W 2012 powrócił do Senatu.